# Barbora Bobuľová
Barbora Bobuľová (ur. 29 kwietnia 1974 w Martinie) – słowacka aktorka. Od 1995 roku mieszka i pracuje głównie we Włoszech.

## Życie i kariera
Po ukończeniu Narodowej Akademii Teatralnej w Bratysławie, Bobuľová przeniosła się do Włoch w 1995 roku. Zadebiutowała we włoskim filmie Książę Homburg (wł. Il principe di Homburg), który został wybrany do reprezentowania Włoch na Festiwalu Filmowym w Cannes w 1997 roku.
Za rolę w filmie Święte serce (wł. Cuore sacro) z 2005 roku zdobyła nagrody David di Donatello w kategorii najlepszej aktorki, nagrodę Ciak d'oro oraz nagrodę publiczności dla najlepszej aktorki na Festiwalu Filmowym Flaiano w Pescarze. W 2006 roku otrzymała nagrodę Nastro Europeo na ceremonii Nastro d'Argento (Srebrna wstążka) od Włoskiego Narodowego Syndykatu Dziennikarzy Filmowych.
Bobuľová występowała także w filmach Il siero della vanità, La regina degli scacchi, Mirka, Poor Liza, Ecco fatto i Khakestar-e sabz (pers. ‏خاکستر سبز‎). Amerykańscy widzowie telewizyjni znają Bobuľovą z jej głównej roli w filmie Miłość i wojna (ang. In Love and War) z serii Hallmark Hall of Fame, w którym gra Wandę, dziewczynę Erica Newby'ego. Występowała też we włoskich miniserialach La cittadella, La guerra è finita i Krzyżowcy (niem. Die Kreuzritter, wł. Crociati). W 2008 roku Bobuľová zagrała z Shirley MacLaine w filmie Coco Chanel.
Oprócz ojczystego słowackiego Bobuľová zna języki czeski, włoski i angielski.

## Filmografia
- Vlakári(inne języki) (1988)
- Nesmrtelná teta(inne języki) (1993) jako Księżniczka Pavlína
- Książę Homburg(inne języki) (wł. Il Principe di Homburg) (1997)
- Ecco fatto(inne języki) (1998)
- Święty Paweł (wł. San Paolo) (2000)
- Mirka(inne języki) (2000)
- Ojciec Pio: Między niebem a ziemią(inne języki) (wł. Padre Pio - Tra cielo e terra) (2000)
- Miłość i wojna(inne języki) (ang. In Love and War) (2001; TV)
- Krzyżowcy (niem. Die Kreuzritter, wł. Crociati) (2001; miniserial telewizyjny)
- La regina degli scacchi(inne języki) (2001)
- Maria José - L'ultima regina(inne języki) (2002; miniserial telewizyjny)
- La guerra è finita(inne języki) (2002; miniserial telewizyjny)
- La cittadella(inne języki) (2003; miniserial telewizyjny)
- Il siero della vanità(inne języki) (2004)
- La spettatrice(inne języki) (2004)
- Ovunque sei(inne języki) (2004)
- Tartarughe sul dorso(inne języki) (2005)
- Święte serce(inne języki) (wł. Cuore sacro) (2005)
- Anche libero va bene(inne języki) (2006)
- Coco Chanel(inne języki) (2008) jako Młoda Coco Chanel
- Ti presento un amico(inne języki) (2010)
- Niedojrzali (wł. Immaturi) (2011)
- La bellezza del somaro(inne języki) (2011); nominowany, David di Donatello dla najlepszej aktorki drugoplanowej 2011 r.
- Immaturi - Il viaggio(inne języki) (2012)
- Spoko!(inne języki) (wł. Scialla! (Stai sereno)) (2011), nominowany, David di Donatello dla najlepszej aktorki drugoplanowej 2012 r.
- In Treatment(inne języki) (2013; serial telewizyjny)
- Układ (ang. Closed Circuit) (2013)
- Una piccola impresa meridionale(inne języki) (2013)
- Gli equilibristi(inne języki) (2013)
- Anime nere(inne języki) (2014)
- Kolacja(inne języki) (wł. I nostri ragazzi) (2014)
- Po latach(inne języki) (wł. Dopo la guerra, fr. Après la guerre) (2017)
- Cuori puri(inne języki) (2017)